# Sparone
Sparone (arpità Sparun) és un municipi italià, situat a la ciutat metropolitana de Torí, a la regió del Piemont. L'any 2007 tenia 1.174 habitants. Està situat a la Vall d'Orco, una de les Valls arpitanes del Piemont. Limita amb els municipis d'Alpette, Canischio, Corio, Forno Canavese, Ingria, Locana, Pont-Canavese, Pratiglione, Ribordone i Ronco Canavese.

## Administració
| Període | Identitat       | Partit        |
| ------- | --------------- | ------------- |
| 2004-   | Valentino Nugai | Llista cívica |